# (100615) 1997 TX1
(100615) 1997 TX1 es un asteroide perteneciente al cinturón de asteroides, descubierto el 3 de octubre de 1997 por el equipo del OCA-DLR Asteroid Survey desde el Sitio de Observación de Calern, Caussols, Francia.

## Designación y nombre
Designado provisionalmente como 1997 TX1.

## Características orbitales
1997 TX1 está situado a una distancia media del Sol de 2,207 ua, pudiendo alejarse hasta 2,663 ua y acercarse hasta 1,751 ua. Su excentricidad es 0,206 y la inclinación orbital 2,757 grados. Emplea 1197,73 días en completar una órbita alrededor del Sol.

## Características físicas
La magnitud absoluta de 1997 TX1 es 16,6. Tiene 2 km de diámetro y su albedo se estima en 0,089. Está asignado al tipo espectral.